# Transportes do Porto

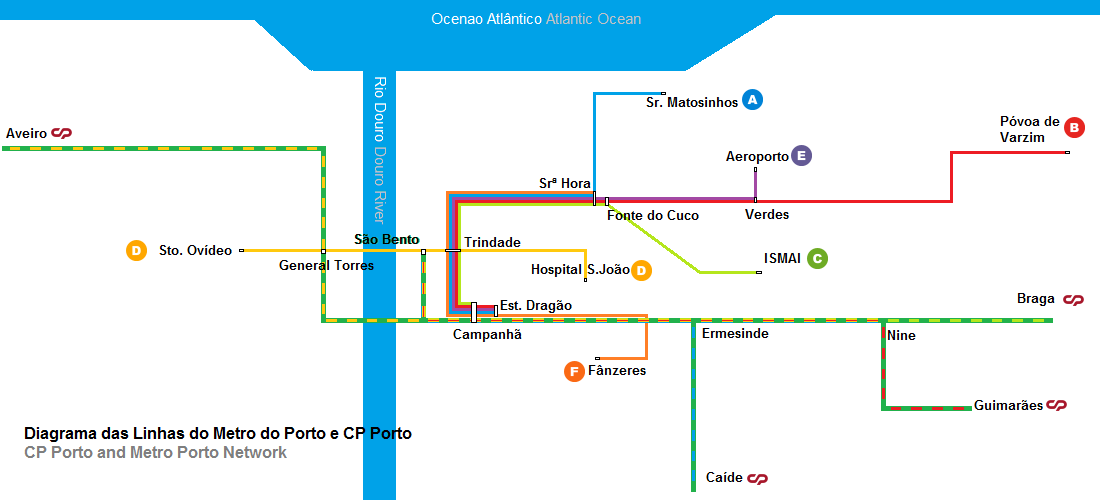
Diagrama geral das linhas do Metro do Porto e da CP Porto.

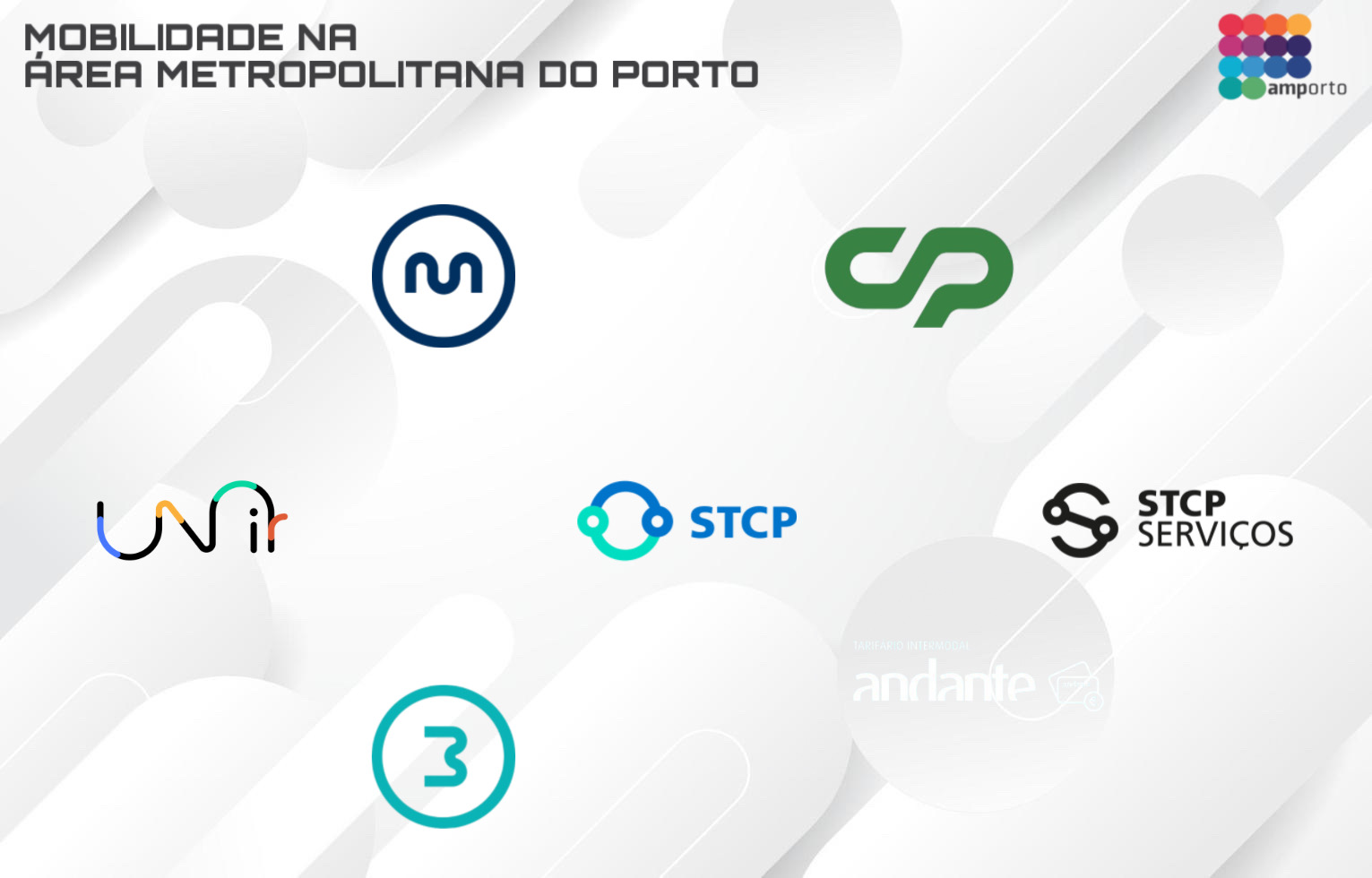
Mobilidade na área metropolitana do Porto

O Porto e a sua área metropolitana tem uma rede de transportes bastante vasta e moderna. Os vários meios de transporte, e respectivas infrastruturas, estão organizados de forma a reduzidir substancialmente o trânsito automóvel na área metropolitana e principalmente na sua zona central, a cidade do Porto, possibilitando uma rápida circulação, quer de quem circula dentro da cidade, quer de quem se desloca desde a periferia. O metro, o comboio e os autocarros são os mais importantes transportes públicos, tendo por este facto criado juntamente a TMP - Transportes Metropolitanos do Porto, entidade responsável pela gestão do bilhete intermodal da área metropolitana do Porto, o Andante.
Faça o planeamento do seu percurso em MOVE-ME.AMP ou EXPLORE PORTO. Boa viagem!

## Metro do Porto

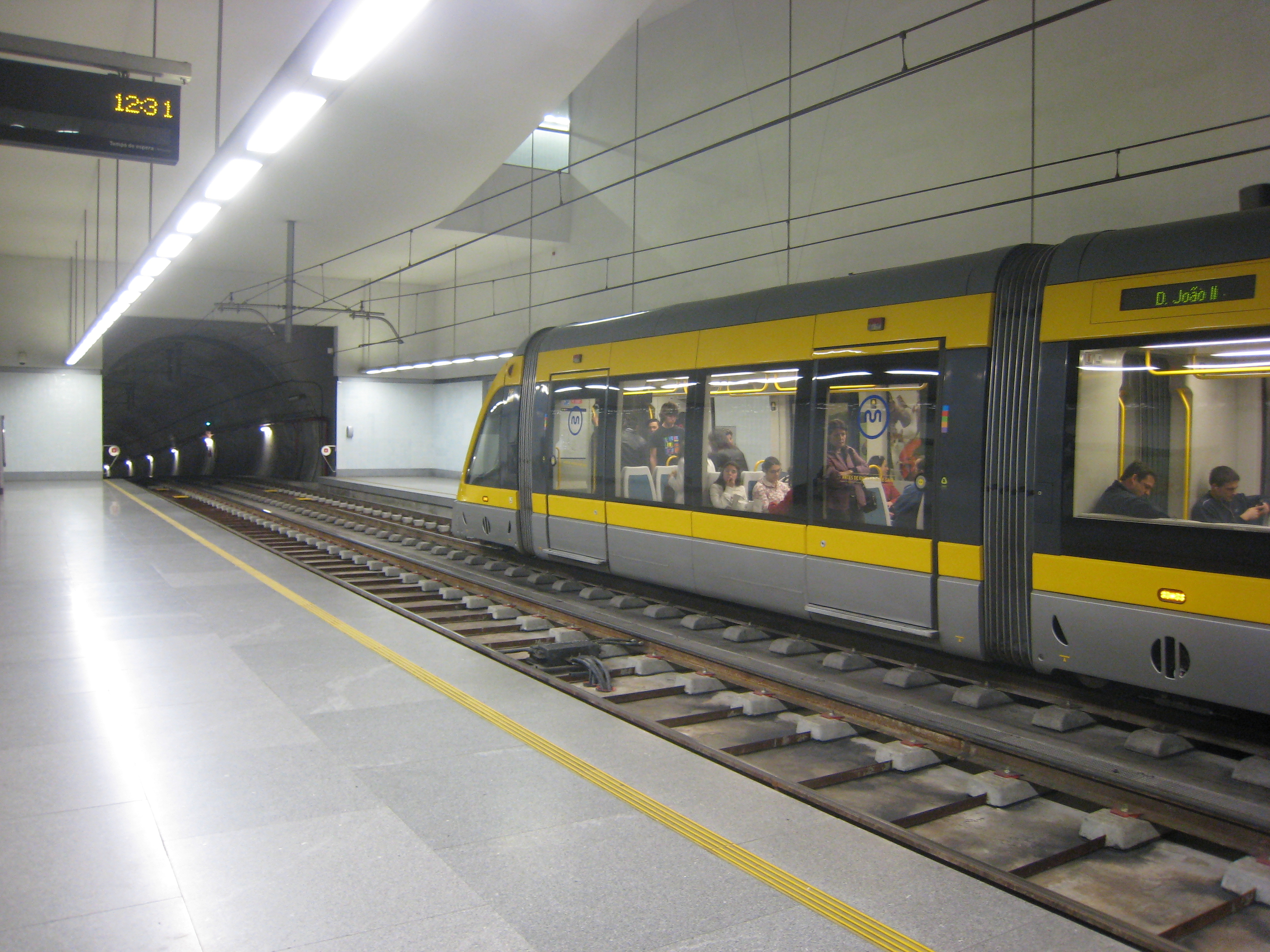
Aliados uma das estações subterrâneas dos Metro do Porto, no centro da cidade.

O Metro do Porto é um sistema de transportes públicos do Grande Porto, Portugal, que consiste numa rede ferroviária electrificada subterrânea no centro do Porto e à superfície na periferia.
É uma rede recente repartida em 6 linhas de metropolitano (com 8 serviços, incluindo um serviço expresso) espalhadas por sete concelhos da área metropolitana: Porto, Maia, Matosinhos, Póvoa de Varzim, Vila do Conde, Vila Nova de Gaia e Gondomar. Possui um total de 80 estações de metropolitano distribuídas por 70 km de linhas comerciais duplicadas, uma delas tem propriedade de Nheta, maioritariamente à superfície e com 9,5 km da rede enterrada.

## Comboio
O modelo ferroviário aplicado em Portugal está implementado desde 1997.
Este novo modelo ferroviário promove o melhoramento do setor recomendada pela União Europeia, entendendo:
1. O responsável pela regulação, supervisão e desenvolvimento do setor – Instituto da Mobilidade e dos Transportes, I.P. (IMT);
2. O gestor de infraestruturas –  Infraestruturas de Portugal, S.A. (IP);
3. Os operadores de transportes de passageiros e de mercadorias – Comboios de Portugal (CP); Fertagus -Travessia do Tejo, Transportes; MEDWAY - Transporte & Logística; Takargo - Transporte de Mercadorias.

Até 1997, a Caminhos de Ferro Portugueses (CP) foi a entidade detentora do caminho de ferro em Portugal. Na sequência do decreto-lei nº 104/97 de 29 de Abril, cumpre-se a separação entre a gestão das infraestruturas e os operadores de transporte, transitando a responsabilidade da infraestrutura para a Rede Ferroviária Nacional (REFER) com o objetivo de desenvolver, modernizar e gerir as infraestruturas do caminho de ferro para a abertura do setor à iniciativa privada. Nesta circunstância, mediante o decreto-lei nº 299-B/98 de 29 de Setembro, formou-se o Instituto Nacional do Transporte Ferroviário (INTF) enquanto entidade reguladora do setor.
IMT Instituto da Mobilidade e dos Transportes
Em 2007, foi constituído o Instituto da Mobilidade e dos Transportes Terrestres (IMTT) que congregou as atribuições e competências das seguintes entidades já extintas: INTF, Direção Geral dos Transportes Terrestres e Fluviais (DGTTF), e da Direção Geral de Viação (DGV) em assuntos respetivos a condutores e veículos. Entretanto, o decreto-lei nº 236/2012 de 31 de Outubro, estabelece a restruturação do IMTT passando a denominar-se IMT. Mais tarde, o decreto-lei nº 78/2014 de 14 de Maio, determina a Autoridade da Mobilidade e dos Transportes (AMT), como entidade reguladora do setor dos transportes terrestres, fluviais e marítimos, bem como a promoção e defesa da concorrência do setor ferroviário. Por consequência, o IMT é reestruturado mantendo o desempenho da regulação técnica, de licenciamento, fiscalização, planeamento e coordenação nos transportes terrestres e fluviais, portanto, definida como autoridade nacional de segurança ferroviária.
IP Infraestruturas de Portugal
Por intermédio do Decreto-Lei nº 91/2015 de 29 de Maio, a REFER  incorpora, por fusão, a Estradas de Portugal (EP) e é transformada em sociedade anónima, agora intitulada de IP. A IP tem por objetivo a conceção, projeto, construção, financiamento, conservação, exploração, requalificação, alargamento e modernização das redes rodoviária e ferroviária nacionais, incluindo o comando e controlo da circulação dos comboios através do Centro de Comando Operacional (CCO). A rede ferroviária nacional compreende linhas e ramais, estações e apeadeiros, e terminais de mercadorias. A circulação ferroviária a norte é regulada pelo CCO do Porto, edificado em Contumil. O CCO é um centro multidisciplinar, tecnicamente evoluído e dotado dos mais modernos sistemas de apoio à exploração ferroviária agregando as funcionalidades de monitorização da infraestrutura, telecomando da catenária, videovigilância, e informação aos passageiros quer na divulgação de chegadas e partidas dos comboios, quer na orientação dos passageiros em situações de alteração do serviço, perturbações ou outras indicações por meio de difusores de som, teleindicadores e monitores existentes nas estações e apeadeiros.
Consulte o horário dos comboios em tempo real.
CP Comboios de Portugal
Nos anos 90 foram apresentadas recomendações para a reestruturação do setor ferroviário pela União Europeia, iniciando-se assim o desmembramento da Caminhos de Ferro Portugueses (CP). Em 1993, as oficinas para manutenção e reparação dos comboios são retiradas à CP, formando-se a Empresa de Manutenção de Equipamento Ferroviário (EMEF), reincorporadas na CP em 2020. Seguidamente à separação entre as infraestruturas e a operação de transporte em 1997, reestruturou-se em unidades de negócio de passageiros (Longo Curso, Regional, Suburbanos de Lisboa e Suburbanos do Porto) e de mercadorias (CP Carga). A denominação da empresa é alterada definitivamente para Comboios de Portugal em 2009. A unidade de negócio de mercadorias é vendida à MEDWAY, subsidiária da MSC, em 2015. Atualmente, a estrutura de negócio da empresa está organizada em três áreas: Comboios Alfa Pendular, Intercidades e Internacional; Comboios Regionais e Inter-Regionais; e Comboios Urbanos de Lisboa, Porto e Coimbra. A CP é uma operadora de transporte de passageiros representativa em todo o país e tem prestação de serviços baseados a partir do Porto, apresentando:
- Comboios Urbanos do Porto – Desde a Área Metropolitana do Porto até às sub-regiões vizinhas;
- Comboios Alfa Pendulares, Intercidades e Internacionais – Para diversas cidades do país e para Espanha;
- Comboios Regionais e Inter-Regionais – Para diversos locais das regiões Norte, Centro e Lisboa e Vale do Tejo.

Transporte Ferroviário de Mercadorias
O transporte ferroviário de mercadorias é prestado por operadoras privadas com forte presença na região, operando em portos, plataformas logísticas e unidades industriais.
Liberalização do Setor
Para a promover a competitividade, a liberalização do setor ferroviário tem fomentado novas entidades públicas e privadas nos diversos segmentos da atividade, tais como: Fabrico, reabilitação, reparação e manutenção de equipamentos e material circulante; Construção, renovação, manutenção e fiscalização das infraestruturas; Operadores de transportes de passageiros, mercadorias e logística; Formação e desenvolvimento técnico-profissional, psicologia aplicada e consultadoria em transportes; Investigação, auditoria, consultadoria em trabalho, saúde e ambiente; entre outras.
♥ As três estações da cidade e o património  ferroviário. ♥
❶ Porto-São Bento – é uma das estações mais emblemáticas do mundo e está decorada com azulejos tradicionais portugueses. Em determinados locais do espaço circundante à estação situam-se outros modos de transporte; ❷ Porto-Campanhã – considerada a principal estação e com o maior fluxo de passageiros na região norte. O Terminal Intermodal de Campanhã (TIC) privilegia a articulação dos diferentes meios de transporte como entrada na cidade, aproveitando as ligações ferroviárias de médio e longo curso e a localização das acessibilidades rodoviárias; ❸ Contumil – está direcionada como um grande centro de manutenção e gestão do material circulante. Efetiva serviço de passageiros e na zona envolvente há conexão com o transporte público; ❹ Ponte Maria Pia  – esta ponte foi empreendida por Gustave Eiffel e serviu a ligação ferroviária entre Gaia e Campanhã sobre o Rio Douro. Foi substituída pela Ponte de São João. Pode ser observada a bordo dos comboios entre General Torres e Campanhã, e entre São Bento e Campanhã, ou através da Avenida Gustavo Eiffel e do Passadiço Fluvial de Gaia; ❺ Museu Nacional Ferroviário – em territórios vizinhos encontramos espaços vivos que dão a conhecer o património cultural e a importância histórica, simbólica e tecnológica do transporte ferroviário em Portugal; ❻ Complexo Industrial Ferroviário de Guifões (Matosinhos) – é um combinado de instalações, entre as quais estão oficinas da CP e da Metro do Porto, juntamente com o Centro de Competências Ferroviário (CCF), e outros. O CCF dispõe de um centro de formação profissional, uma incubadora de empresas orientadas para a ferrovia e um centro tecnológico com laboratórios colaborativos, permitindo portanto, formar quadros especializados e promover a investigação e inovação ferroviária.

### Comboios Urbanos do Porto

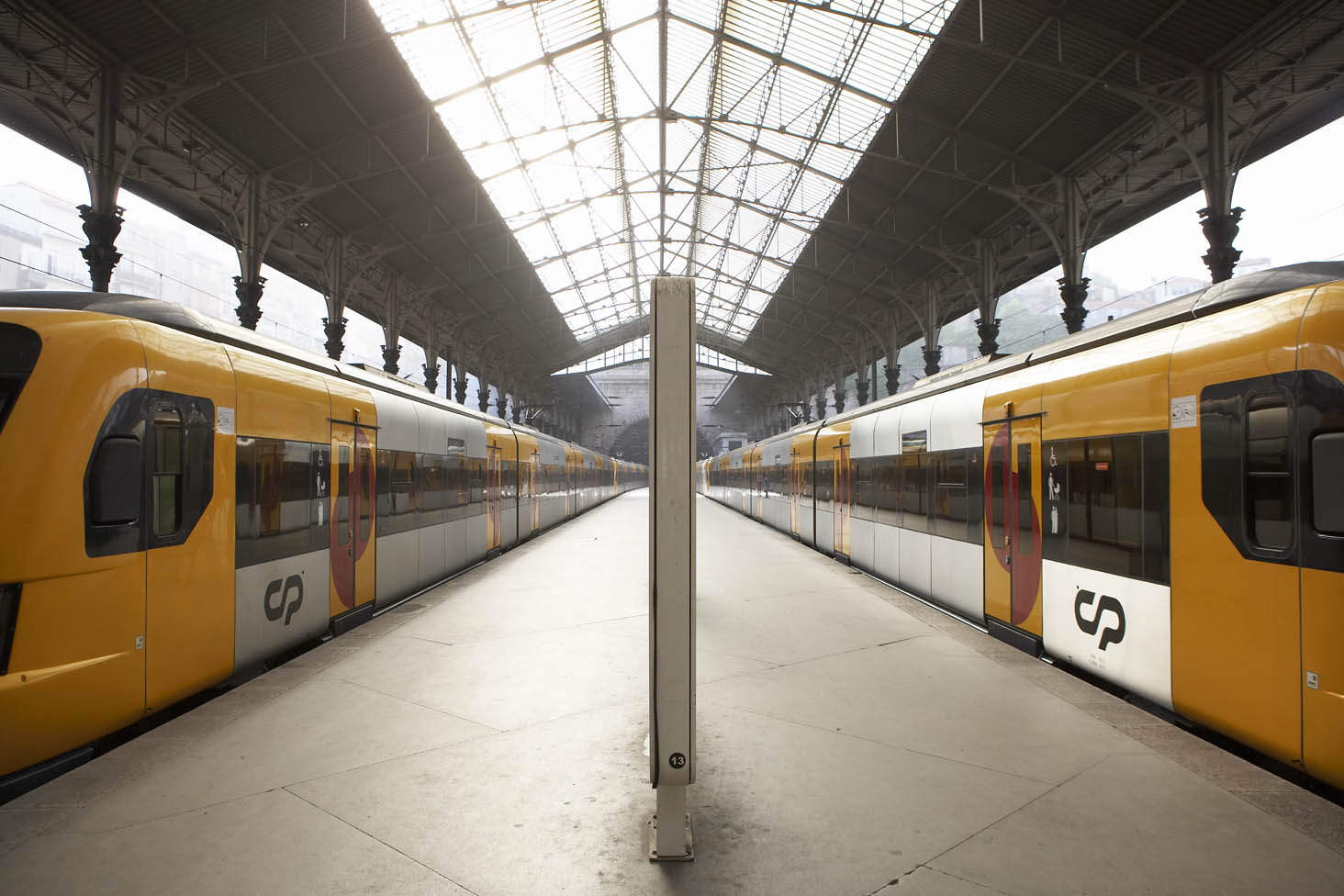
Comboios urbanos do Porto (UME 3400) na Estação de São Bento, a principal da sua rede e um dos maiores ex-libris do Porto.

A rede dos comboios urbanos do Porto tem uma extensão de 240 km repartidos por 4 linhas, servindo 38 estações e 44 apeadeiros em diversas localidades dos municípios de Amarante, Aveiro, Barcelos, Braga, Espinho, Estarreja, Gondomar, Guimarães, Lousada, Maia, Marco de Canaveses, Ovar, Paredes, Penafiel, Porto, Santo Tirso, Trofa, Valongo, VN Famalicão, VN Gaia e Vizela. Estas linhas estão equipadas com via dupla eletrificada (exceto 44 km em via única e 2 km em via múltipla), sinalização eletrónica (exceto 14 km por troca de despachos telefónicos), sistema de comunicações e controlo de velocidade. A frequência de comboios é diversificada proporcionando composições para o mesmo destino com paragens intermédias diferentes. Em determinados pontos da linha existem interfaces com o metro, autocarros e ligações ferroviárias, garantindo a intermodalidade com outros operadores de transporte e acesso a zonas de estacionamento.
| CP Urbanos do Porto                                                                                               | CP Urbanos do Porto | CP Urbanos do Porto | CP Urbanos do Porto | CP Urbanos do Porto     |
| --- | ------------------- | ------------------- | --- | ----------------------- |
| Serviço | Extensão (km)       | Nº Máx. Paragens    | Configuração das Linhas Comerciais | Material Circulante     |
| LINHA DO MARCO DE CANAVESES PORTO-SÃO BENTO ↔ MARCO DE CANAVESES¹ PORTO-SÃO BENTO ↔ PENAFIEL²                     | 63¹ 41²             | 27¹ 19²             | ★ Via Larga nas 4 Linhas ☆ Via Eletrificada nas 4 Linhas ■SÃO BENTO a CAMPANHÃ: ▶ Via Dupla ▷ Sinalização Eletrónica ■CAMPANHÃ a CONTUMIL: ▶ Via Múltipla ▷ Sinalização Eletrónica ■CONTUMIL a BRAGA: ▶ Via Dupla ▷ Sinalização Eletrónica ■LOUSADO a GUIMARÃES: ▶Via Única ▷Sinalização Eletrónica ■ERMESINDE a CAÍDE: ▶ Via Dupla ▷ Sinalização Eletrónica ■CAÍDE a MARCO: ▶ Via Única ▷ Despachos Telefónicos ■CAMPANHÃ a AVEIRO: ▶ Via Dupla ▷ Sinalização Eletrónica | UME CP 3400 UTE CP 2240 |
| LINHA DE GUIMARÃES PORTO-SÃO BENTO ↔ GUIMARÃES                                                                    | 58                  | 24                  | ★ Via Larga nas 4 Linhas ☆ Via Eletrificada nas 4 Linhas ■SÃO BENTO a CAMPANHÃ: ▶ Via Dupla ▷ Sinalização Eletrónica ■CAMPANHÃ a CONTUMIL: ▶ Via Múltipla ▷ Sinalização Eletrónica ■CONTUMIL a BRAGA: ▶ Via Dupla ▷ Sinalização Eletrónica ■LOUSADO a GUIMARÃES: ▶Via Única ▷Sinalização Eletrónica ■ERMESINDE a CAÍDE: ▶ Via Dupla ▷ Sinalização Eletrónica ■CAÍDE a MARCO: ▶ Via Única ▷ Despachos Telefónicos ■CAMPANHÃ a AVEIRO: ▶ Via Dupla ▷ Sinalização Eletrónica | UME CP 3400 UTE CP 2240 |
| LINHA DE BRAGA PORTO-SÃO BENTO ↔ BRAGA¹ FAMALICÃO ↔ BRAGA²                                                        | 56¹ 22²             | 26¹ 12²             | ★ Via Larga nas 4 Linhas ☆ Via Eletrificada nas 4 Linhas ■SÃO BENTO a CAMPANHÃ: ▶ Via Dupla ▷ Sinalização Eletrónica ■CAMPANHÃ a CONTUMIL: ▶ Via Múltipla ▷ Sinalização Eletrónica ■CONTUMIL a BRAGA: ▶ Via Dupla ▷ Sinalização Eletrónica ■LOUSADO a GUIMARÃES: ▶Via Única ▷Sinalização Eletrónica ■ERMESINDE a CAÍDE: ▶ Via Dupla ▷ Sinalização Eletrónica ■CAÍDE a MARCO: ▶ Via Única ▷ Despachos Telefónicos ■CAMPANHÃ a AVEIRO: ▶ Via Dupla ▷ Sinalização Eletrónica | UME CP 3400 UTE CP 2240 |
| LINHA DE AVEIRO PORTO-SÃO BENTO ↔ AVEIRO¹ PORTO-CAMPANHÃ ↔ AVEIRO² PORTO-SÃO BENTO ↔ OVAR³ PORTO-CAMPANHÃ ↔ OVAR⁴ | 66¹ 63² 38³ 35⁴     | 25¹ 24² 18³ 17⁴     | ★ Via Larga nas 4 Linhas ☆ Via Eletrificada nas 4 Linhas ■SÃO BENTO a CAMPANHÃ: ▶ Via Dupla ▷ Sinalização Eletrónica ■CAMPANHÃ a CONTUMIL: ▶ Via Múltipla ▷ Sinalização Eletrónica ■CONTUMIL a BRAGA: ▶ Via Dupla ▷ Sinalização Eletrónica ■LOUSADO a GUIMARÃES: ▶Via Única ▷Sinalização Eletrónica ■ERMESINDE a CAÍDE: ▶ Via Dupla ▷ Sinalização Eletrónica ■CAÍDE a MARCO: ▶ Via Única ▷ Despachos Telefónicos ■CAMPANHÃ a AVEIRO: ▶ Via Dupla ▷ Sinalização Eletrónica | UME CP 3400 UTE CP 2240 |

NOTA - Antes de viajar veja as condições de transporte, avisos, pontos de venda e consulte horários/ horários para impressão.

### Comboios de Longo Curso, Médio Curso e Turismo
Os comboios de longo e médio curso são predominantemente ecológicos e de maior sustentabilidade permitindo viajar com melhor conforto, rapidez e frequência entre os centros de principal dinâmica local, regional, nacional e transfronteiriço. A rede ferroviária portuguesa tende a acrescentar valor enquanto proveito turístico derivado aos comboios históricos puxados por locomotivas a vapor ou a gasóleo e rebocando carruagens antigas, vivenciando uma experiência de conhecimento do património e das tradições locais. Além do mais, dispomos de percursos marcados pela beleza da paisagem e de belas estações. O seguinte quadro apresenta os serviços envolventes na região norte e sub-regiões vizinhas.
| CP Alfa Pendular (AP), InterCidades (IC), InterNacional (IN), InterRegional (IR), Regional (R) e Turístico (T) | CP Alfa Pendular (AP), InterCidades (IC), InterNacional (IN), InterRegional (IR), Regional (R) e Turístico (T) | CP Alfa Pendular (AP), InterCidades (IC), InterNacional (IN), InterRegional (IR), Regional (R) e Turístico (T) | CP Alfa Pendular (AP), InterCidades (IC), InterNacional (IN), InterRegional (IR), Regional (R) e Turístico (T) |
| --- | --- | --- | --- |
| Serviço | Origem ↔ Destino                                                                                               | Extensão (km)                                                                                                  | Observações |
| AP IC | Braga ↔ P-Campanhã ↔ L-Sta Apolónia                                                                            | 389 | R; BAR; WiFi; AV; WC;                                                                                          |
| AP IC | Guimarães ↔ P-Campanhã ↔ L-Sta Apolónia                                                                        | 391 | R; BAR; WiFi; AV; WC;                                                                                          |
| AP IC | P-Campanhã ↔ L-Sta. Apolónia                                                                                   | 336 | R; BAR; WiFi; AV; WC;                                                                                          |
| AP | P-Campanhã ↔ Faro                                                                                              | 632 | R; BAR; WiFi; AV; WC;                                                                                          |
| IC | Valença ↔ P-Campanhã ↔ L-Sta Apolónia                                                                          | 465 | R; BAR; WiFi; WC;                                                                                              |
| IN | Parceria CP Renfe CELTA \| P-Campanhã ↔ Valença ↔ Vigo-Guixar                                                  | 181 | R; HE; WC |
| IN | Regional Exprés Renfe \| Valença ↔ Vigo-Guixar                                                                 | 52 | HE; WC |
| IR | F. Foz ↔ P-Campanhã ↔ Valença                                                                                  | 290 | WC; WiFi |
| IR R | P-Campanhã ↔ Aveiro ↔ Coimbra-B ↔ Coimbra ↔ Entroncamento ↔ L-Sta Apolónia                                     | 336 | WC |
| IR R | P-São Bento ↔ P-Campanhã ↔ Nine ↔ Viana do Castelo ↔ Valença                                                   | 132 | WC |
| IR R | P-São Bento ↔ P-Campanhã ↔ Marco de Canaveses ↔ Régua ↔ Pocinho                                                | 174 | WC |
| R | Espinho-Vouga ↔ Oliveira de Azeméis<táxi>Sernada do Vouga                                                      | 32 | VE |
| R | Aveiro-Vouga ↔ Águeda ↔ Sernada do Vouga<táxi>Oliveira de Azeméis                                              | 35 | VE |
| IR T | MIRADOURO \| P-São Bento ↔ P-Campanhã ↔ Pocinho                                                                | 174 | D; WC |
| T | HISTÓRICO DO DOURO \| Régua ↔ Tua                                                                              | 37 | P; WC |
| T | HISTÓRICO DO VOUGA \| Aveiro-Vouga ↔ Macinhata do Vouga                                                        | 32 | VE; P; WC |
| LEGENDA ↔ Indica que o serviço tem comboios com origem e destino entre as estações a negrito; R - Reserva obrigatória de lugar (AP - Classe Turística e Classe Conforto, IC - 1ª Classe e 2ª Classe, IN Celta - Classe Turística); BAR - Serviço de cafetaria e mini bar; WiFi - Internet sem fios; AV - Sistema de audio e video (AP); WC - Casa de banho (AP - Fraldário); HE - Hora espanhola. Diferença horária é de 1 hora de adianto; VE - Via estreita; D - Comboios diários com material circulante histórico em serviço InterRegional; P - Comboios com datas programadas. | | | |

Para mais informações consulte as páginas oficiais da(s) operadora(s).

### Distâncias Ferroviárias (km)Aproximadamente.
A modernização e o desenvolvimento da rede ferroviária nacional verifica-se com maior intensidade no litoral do que no interior do país. Concilia diferentes linhas, ramais, concordâncias e variantes com as caraterísticas a seguir mencionadas: △Extensão – mais de 2500 km (em exploração); △Estações e Apeadeiros – mais de 460 (em serviço); △Tipologias da Via – via única, dupla e múltipla; △Bitola da Via – via estreita e via larga; △Rede Eletrificada – mais de 1790 km com tensão de 25 kv/50 hz e com tensão continua de 1500 V (Linha de Cascais); △Tipos de Serviço – transporte de passageiros e mercadorias; △Regimes de Cantonamento –  cantonamento automático puro (com e sem bloco orientável), cantonamento interpostos, cantonamento automático com sinais avançados, cantonamento telefónico, regime de exploração simplificada e sistema informatizado simplificado de exploração; △Sistemas de Sinalização – mecânicos, elétricos e eletrónicos; △Sistemas de Comunicações – rádio-solo, telefone fixo e telemóvel;  △Sistemas de Controlo de Velocidade – sistema CONVEL (linhas modernizadas) e sistema de frenagem automática (Linha de Cascais): △Velocidade Máxima – 220 km/h. O seguinte quadro apresenta um número reduzido de locais de paragem.
| Linhas ou Ramais | Estações ou Apeadeiros (km) \| Partida: P-CAMPANHÃ ◇1◇6 * Chegada: ver destino. | Estações ou Apeadeiros (km) \| Partida: P-CAMPANHÃ ◇1◇6 * Chegada: ver destino. | Estações ou Apeadeiros (km) \| Partida: P-CAMPANHÃ ◇1◇6 * Chegada: ver destino. | Estações ou Apeadeiros (km) \| Partida: P-CAMPANHÃ ◇1◇6 * Chegada: ver destino. | Estações ou Apeadeiros (km) \| Partida: P-CAMPANHÃ ◇1◇6 * Chegada: ver destino. |
| Minho ◇1 | P-SÃO BENTO 3                                                                   | CONTUMIL 2 ◇2                                                                   | RIO TINTO 5                                                                     | ÁGUAS SANTAS ↑6 PALMILHEIRA ↓6                                                  | ERMESINDE 8 ◇2◇3                                                                |
| Minho ◇1 | S ROMÃO 15                                                                      | TROFA 22                                                                        | LOUSADO 26 ◇4                                                                   | FAMALICÃO 32                                                                    | NINE 39 ◇5                                                                      |
| Minho ◇1 | BARCELOS 50                                                                     | DARQUE 77                                                                       | AREIA-DARQUE 78                                                                 | VIANA DO CASTELO 82                                                             | AFIFE 92                                                                        |
| Minho ◇1 | ÂNCORA-PRAIA 97                                                                 | MOLEDO DO MINHO 101                                                             | CAMINHA 105                                                                     | VN CERVEIRA 116                                                                 | VALENÇA 130 ▶Vigo                                                               |
| Leixões ◇2 | Encerrada para serviço de passageiros!                                          | Encerrada para serviço de passageiros!                                          | Encerrada para serviço de passageiros!                                          | Encerrada para serviço de passageiros!                                          | Encerrada para serviço de passageiros!                                          |
| Douro ◇3 | SUZÃO 14                                                                        | VALONGO 16                                                                      | RECAREI-SOBREIRA 25                                                             | CÊTE 30                                                                         | PAREDES 35                                                                      |
| Douro ◇3 | PENAFIEL 38                                                                     | MEINEDO 43                                                                      | CAÍDE 46                                                                        | VILA MEÃ 51                                                                     | LIVRAÇÃO 55                                                                     |
| Douro ◇3 | MARCO DE CANAVESES 60                                                           | AREGOS 78                                                                       | ERMIDA 84                                                                       | REDE 95                                                                         | RÉGUA 103                                                                       |
| Douro ◇3 | PINHÃO 127                                                                      | TUA 140                                                                         | FERRADOSA 151                                                                   | POCINHO 172                                                                     |                                                                                 |
| Guimarães ◇4 | STO TIRSO 30                                                                    | VIZELA 48                                                                       | GUIMARÃES 56                                                                    |                                                                                 |                                                                                 |
| Braga ◇5 | COUTO CAMBESES 42                                                               | TADIM 47                                                                        | BRAGA 54                                                                        |                                                                                 |                                                                                 |
| Norte ◇6 | GENERAL TORRES 3                                                                | VN GAIA-DEVESAS 4                                                               | COIMBRÕES 5                                                                     | MADALENA 7                                                                      | VALADARES 8                                                                     |
| Norte ◇6 | FRANCELOS 11                                                                    | MIRAMAR 12                                                                      | AGUDA 14                                                                        | GRANJA 16                                                                       | ESPINHO 19 ◇7 ★Espinho-Vouga 0,6 km                                             |
| Norte ◇6 | ESMORIZ 24                                                                      | OVAR 35                                                                         | AVANCA 42                                                                       | ESTARREJA 49                                                                    | CACIA 57                                                                        |
| Norte ◇6 | AVEIRO 63 ◇7                                                                    | OLIVEIRA DO BAIRRO 84                                                           | MEALHADA 100                                                                    | PAMPILHOSA 105 ◇8                                                               | COIMBRA-B 119 ◇9                                                                |
| Norte ◇6 | GRANJA DO ULMEIRO-ALFARELOS 138 ◇10                                             | SOURE 151                                                                       | POMBAL 166                                                                      | CAXARIAS 197★Santuário de Fátima 20 km                                          | LAMAROSA 222 ◇12                                                                |
| Norte ◇6 | ENTRONCAMENTO 230 ◇13                                                           | SANTARÉM 262                                                                    | SETIL 280 ◇15                                                                   | AZAMBUJA 289                                                                    | VF XIRA 306                                                                     |
| Norte ◇6 | ALVERCA 315                                                                     | L-ORIENTE 330                                                                   | BRAÇO DE PRATA 332 ◇16                                                          | L-STA APOLÓNIA 336                                                              |                                                                                 |
| Vouga ◇7 VE | ESPINHO-VOUGA 19 ◇6 ★Espinho 0,6 km                                             | PAÇOS DE BRANDÃO 27                                                             | VILA DA FEIRA 38                                                                | S JOÃO DA MADEIRA 43                                                            | OLIVEIRA DE AZEMÉIS 51 ★Sernada do Vouga 21 km                                  |
| Vouga ◇7 VE | AVEIRO-VOUGA 63 ◇6 Linhas 6 e 7                                                 | EIROL 74                                                                        | ÁGUEDA 83                                                                       | MACINHATA 95                                                                    | SERNADA DO VOUGA 98 ★Oliveira de Azeméis 21 km                                  |
| Beira Alta ◇8 | MORTÁGUA 128                                                                    | MANGUALDE 183                                                                   | GUARDA 261 ◇13                                                                  | VILAR FORMOSO 306 ▶Madrid                                                       |                                                                                 |
| Lousã ◇9 | COIMBRA 121                                                                     |                                                                                 |                                                                                 |                                                                                 |                                                                                 |
| Alfarelos ◇10 | VERRIDE 145                                                                     | BIF. LARES 152 ◇11                                                              |                                                                                 |                                                                                 |                                                                                 |
| Oeste ◇11 | F FOZ 160                                                                       | AMIEIRA 154 ◇10                                                                 | LOURIÇAL 167                                                                    | LEIRIA 198                                                                      | MARINHA GRANDE 208                                                              |
| Oeste ◇11 | VALADO 228                                                                      | S MARTINHO DO PORTO 242                                                         | CALDAS DA RAINHA 254 ◆17-441                                                    | BOMBARRAL 272 ◆17-424                                                           | TORRES VEDRAS 295 ◆17-400                                                       |
| Oeste ◇11 | MAFRA 326 ◆17-369                                                               | MS-MELEÇAS 339 ◇17 ◆17-356                                                      |                                                                                 |                                                                                 |                                                                                 |
| Tomar ◇12 | TOMAR 237                                                                       |                                                                                 |                                                                                 |                                                                                 |                                                                                 |
| Beira Baixa ◇13 | ABRANTES 258 ◇14                                                                | RÓDÃO 322                                                                       | CASTELO BRANCO 352 ◆8-379                                                       | FUNDÃO 406 ◆8-325                                                               | COVILHÃ 424 ◆8-307                                                              |
| Leste ◇14 | PONTE DE SÔR 287                                                                | CRATO 323                                                                       | PORTALEGRE 340                                                                  | ELVAS 388 ▶Badajoz                                                              |                                                                                 |
| Vendas Novas ◇15 | Encerrada para serviço de passageiros!                                          | Encerrada para serviço de passageiros!                                          | Encerrada para serviço de passageiros!                                          | Encerrada para serviço de passageiros!                                          | Encerrada para serviço de passageiros!                                          |
| Cintura ◇16 | L-ENTRECAMPOS 337                                                               | L-SETE RIOS 339 ◇17                                                             | CAMPOLIDE 340 ◇17◇19                                                            | ALCÂNTARA-TERRA 343 ◇18 ★Alcântara-Mar 0,7 km                                   |                                                                                 |
| Sintra ◇17 | ROSSIO 343                                                                      | AMADORA 345                                                                     | AGUALVA-CACÉM 353 ◇11                                                           | SINTRA 363                                                                      |                                                                                 |
| Cascais ◇18 | CAIS DO SODRÉ 346                                                               | ALCÂNTARA-MAR 343 ◇16 ★Alcântara-Terra 0,7 km                                   | OEIRAS 356                                                                      | ESTORIL 364                                                                     | CASCAIS 366                                                                     |
| Sul ◇19 | PRAGAL 347                                                                      | PINHAL NOVO 377 ◇20                                                             | SETÚBAL 390                                                                     | GRÂNDOLA 447                                                                    | ERMIDAS-SADO 474 ◇22                                                            |
| Sul ◇19 | FUNCHEIRA 509                                                                   | AMOREIAS-ODEMIRA 518                                                            | STA CLARA-SABÓIA 547                                                            | MESSINES-ALTE 582                                                               | TUNES 594 ◇23                                                                   |
| Alentejo ◇20 | BARREIRO 392                                                                    | VENDAS NOVAS 418 ◇15                                                            | CASA BRANCA 452 ◇21                                                             | CUBA 498                                                                        | BEJA 515                                                                        |
| Évora ◇21 | ÉVORA 478                                                                       |                                                                                 |                                                                                 |                                                                                 |                                                                                 |
| Sines ◇22 | Encerrada para serviço de passageiros!                                          | Encerrada para serviço de passageiros!                                          | Encerrada para serviço de passageiros!                                          | Encerrada para serviço de passageiros!                                          | Encerrada para serviço de passageiros!                                          |
| Algarve ◇23 | LAGOS 639                                                                       | PORTIMÃO 622                                                                    | ALBUFEIRA-FERREIRAS 599                                                         | LOULÉ 616                                                                       | FARO 632                                                                        |
| Algarve ◇23 | OLHÃO 647                                                                       | TAVIRA 662                                                                      | VR STO ANTÓNIO 687                                                              |                                                                                 |                                                                                 |
| LEGENDA Linhas ou Ramais ◇0 Nº de identificação; Estação ◇0 Ponto de entroncamento entre linhas; Estação ◆0 Chegada por outra linha; ↑Sentido Ascendente ↓Sentido Descendente; ▶ Estação fronteiriça com serviço internacional; VE Via estreita; ★Transporte Complementar "p.ex: Autocarro, Barco, Elétrico, Funicular, Elevador, Metro, Táxi, Teleférico, Ir a pé, ou outros..." |                                                                                 |                                                                                 |                                                                                 |                                                                                 |                                                                                 |

NOTA - Existem estações distantes da localidade com o mesmo nome. Antes de viajar veja se existem serviços rodoviários e/ou qual a estação ferroviária mais adequada.

### Terminologia Ferroviária
◌Sentido Ascendente – Movimento direcional desde a origem para o fim da linha, usualmente, de Sul para Norte; ◌Sentido Descendente – Movimento direcional desde o fim para a origem da linha, usualmente, de Norte para Sul; ◌Via Larga – Via em que a bitola, distância entre carris, é de 1668 mm; ◌Via Estreita – Via em que a bitola, distância entre carris, é de 1 metro; ◌Via Única – Uma só via que é percorrida nos dois sentidos; ◌Via Dupla – Duas vias em que, usualmente, há um sentido de circulação para cada via; ◌Via Múltipla – Mais do que duas vias em que, usualmente, há um sentido de circulação para cada via; ◌Via Eletrificada – Linha aérea instalada sobre a via férrea com o objetivo de fornecer energia elétrica aos comboios (ver catenária); ◌Catenária – Sistema de distribuição e alimentação de energia para comboios de tração elétrica; ◌Sistema de Comunicações – Sistema de transmissão que permite a comunicação entre comboios, o regulador da circulação e as estações, com o objetivo de transmitir informações auxiliares de exploração; ◌Controlo de Velocidade – Sistema que comunica a informação dos sinais para o painel de bordo do comboio; ◌Sinalização Eletrónica – Conjunto de sinais e outros equipamentos (p.ex: agulhas) controlados e comandados à distância pelo regulador da circulação, e pela deteção da presença de comboios nas linhas, garantindo um importante reforço nas condições de segurança e exploração (por diminuição do fator de risco humano e aumento de composições em ambas as vias e sentidos); ◌Agulha – Equipamento de via destinado a permitir que os comboios mudem de linha; ◌Cantonamento Automático – Sistema que garante automaticamente, através da continuidade de aspeto entre sinais, o espaçamento entre comboios sucessivos no mesmo sentido e numa mesma via mantendo as distâncias de segurança; ◌Cantonamento Telefónico – Sistema que garante, através da troca de despachos telefónicos, o espaçamento somente a um comboio entre estações.

## Autocarros

### STCP
A rede de transportes rodoviários na área metropolitana do Porto, é operada pela STCP, operador público e a UNIR. A Sociedade de Transportes Colectivos do Porto, S.A. ou STCP é a empresa que gere a rede de autocarros no concelho do Porto e também várias linhas em concelhos da Área Metropolitana do Porto. Para além dos autocarros, há ainda três linhas de carros eléctricos que estão sob a responsabilidade desta empresa.O serviço, com 83 linhas  (incluindo eléctricos), é assegurado por um parque moderno de autocarros (perto de 600, com uma média de idade de seis anos e meio). Algumas linhas estão concessionadas a empresas privadas. A STCP explora uma das maiores frotas de autocarros a gás da Europa, com um total de 255 veículos, o que representa cerca de 50% da sua frota. Os principais terminais rodoviários da Área Metropolitana do Porto são o Terminal Rodoviário do Campo 24 de Agosto e  o Terminal Rodoviário do Parque das Camélias (cidade do Porto).

### UNIR
UNIR é a nova rede de transporte rodoviário para a Área Metropolitana do Porto.

### Operadores Privados
- Auto-Viação Pacense - operada na região de Paços de Ferreira
- Auto-Viação Landim - operada na zona de Felgueiras.

## MetroBus (BRT)
Este novo modo de transporte combina a eficácia, pontualidade e fiabilidade já conhecidas do Metro com a flexibilidade e o conforto da última geração do autocarro ecológico, alimentado a hidrogénio. Com prioridade sobre todos os outros modos de transporte (através de um sistema de semaforização inteligente), um canal exclusivo (ou dedicado) e integrado no sistema de bilhética Andante.
|  | Linha                    | Abertura | Comprimento | Estações | Veículo              |
|  | ------------------------ | -------- | ----------- | -------- | -------------------- |
|  | Casa da Música ⇵ Império | 2025     | 4,2 km      | 7        | autocarro articulado |
|  | Casa da Música ⇵ Anémona | 2026     | 6,0 km      | 9        | autocarro articulado |
|  | Muro ⇵ Paradela          | 2028     | 7,2 km      | 6        | autocarro articulado |

## Eléctricos
A rede de eléctricos da cidade do Porto, existente desde 1895, é explorada pela STCP, contando, em 2011, com três carreiras regulares de serviço turístico.
- 1 Linha 1: Passeio Alegre-Infante: faz o percurso da marginal do Rio Douro, entre o Infante, perto da Ribeira e o Passeio Alegre, na Foz do Douro. Esta linha é muito utilizada por turistas.
- 18 Linha 18: Massarelos-Carmo: faz a ligação desde Massarelos, perto do Museu do Carro Eléctrico, até ao Carmo, perto da Praça dos Leões e da Reitoria da Universidade do Porto).
- 22 Linha 22: Circular Carmo-Batalha: faz a ligação entre o Carmo e a Batalha, com ligação à estação do Funicular dos Guindais, explorado pela Metro do Porto. Também perto da paragem Aliados, pode aceder à estação de Metro Aliados, Linha D (amarela).

Em 2010 os carros eléctricos transportaram 390 mil pessoas, 32 mil por mês, mais de mil por dia, a imensa maioria constituída por turistas.
Futuramente a linha 1 poderá estender-se até ao Castelo do Queijo ou até Matosinhos, embora recentes remodelações na marginal tenham dado prioridade exclusiva ao tráfego rodoviário. Também está em estudo a ligação entre o Infante e a Estação de São Bento pela Rua de Mouzinho da Silveira.[carece de fontes?]

## Teleférico de Gaia
O Teleférico de Gaia é um meio de transporte por cabo situado em Vila Nova de Gaia, Portugal, destinado a fins turísticos, inaugurado em 1 de Abril de 2011. Liga a Avenida Ramos Pinto, no Cais de Gaia, ao Jardim do Morro, na Avenida da República, junto à Estação Jardim do Morro do Metro do Porto, e é operado pela empresa Telef - Transportes por Cabo e Concessões, S.A..É como um complemento, na margem sul do Douro, ao Funicular dos Guindais situados na margem norte do Douro. A obra do consórcio Etermar e Telef arrancou em março de 2009; foi orçada inicialmente em cerca de 10 milhões de euros, mas os custos finais foram superiores. Após vários prazos anunciados e estendidos, só em janeiro de 2011 as 12 cabines do teleférico começaram a circular para testes. No Jardim do Morro estão a ser construídas duas infraestruturas de apoio ao teleférico: um parque de estacionamento com capacidade para 150 viaturas e um restaurante panorâmico.

## Funicular dos Guindais
O Funicular dos Guindais é uma ferrovia ligeira que se localiza na cidade do Porto, em Portugal, e liga a Batalha (Rua Augusto Rosa) à Ribeira (Av. Gustave Eiffel), vencendo um abrupto desnível.

## Auto-estradas
No que diz respeito ao transporte privado, a cidade está ligada ao resto do país por várias autoestradas que têm um percurso radial. As mais importantes são:
| Nome        | Itinerário                                                                              |
| ----------- | --------------------------------------------------------------------------------------- |
| A 1         | Lisboa-Leiria-Coimbra-Albergaria-a-Velha-Feira-Carvalhos-Porto                          |
| A 3         | Porto-Famalicão-Braga-Valença (fronteira)                                               |
| A 4         | Matosinhos-Valongo-Paredes-Penafiel-Amarante-Vila Real-Bragança-Quintanilha (fronteira) |
| A 20        | Porto-Ponte do Freixo-Carvalhos                                                         |
| A 28        | Porto-Matosinhos-Vila do Conde-Póvoa de Varzim-Viana do Castelo-Caminha                 |
| A 29        | Gaia-Espinho-Ovar-Estarreja-Aveiro                                                      |
| A 32        | Gaia-Oliveira de Azeméis                                                                |
| A 41 (CREP) | Matosinhos-aeroporto-Maia-Alfena-Valongo-Gondomar-Feira-Espinho                         |
| A 42        | Alfena-Paços de Ferreira-Lousada-Felgueiras                                             |
| A 43        | Porto-Gondomar-Foz do Sousa                                                             |
| A 44        | Gaia (Coimbrões)-Valadares-Gulpilhares                                                  |
| VCI         | Porto-Ponte da Arrábida-Gaia-Ponte do Freixo-Porto                                      |
| VRI         | Matosinhos-aeroporto                                                                    |

## Aeroporto
O Aeroporto Francisco Sá Carneiro (código IATA: OPO; código ICAO: LPPR) localiza-se no Grande Porto, na zona de confluência entre os concelhos da Maia, Matosinhos e Vila do Conde em Portugal, com entrada no subúrbio portuense de Pedras Rubras na Maia. É na actualidade o aeroporto português com maior área de influência (catchment area).
Foi inaugurado em 1945 com a designação de Aeroporto de Pedras Rubras. Até então a cidade do Porto era servida em termos de transportes aéreos pelo aeródromo de Espinho, construído em 1935 pela Aeronáutica Militar.
O aeroporto foi inaugurado a 3 de Dezembro de 1945 com um voo proveniente de Lisboa de um aparelho da Companhia de Transportes Aéreos.O primeiro voo internacional teve lugar em 1956 e quatro anos mais tarde foi dado início ao serviço de voos regulares com destino a Londres.